# Ossos curts
Els ossos curts són els ossos que no tenen cap dimensió dominant sobre la resta. Estan formats per teixit laminar compacte per fora, i teixit laminar esponjós al centre. Dins d'aquest grup d'ossos trobem els ossos del carp i del tars. Aquest grup d'ossos es divideixen en dos tipus:
- Ossos sesamoides: és un tipus d'os curt trobat amb relació a un tendó, amb la funció de millorar la mecànica articular. L'exemple més clar és la ròtula.
- Ossos supernumeraris: és un tipus d'os curt que no està present en totes les persones.